# Dicyrtoma christinae
Dicyrtoma christinae is een springstaartensoort uit de familie van de Dicyrtomidae. De wetenschappelijke naam van de soort is voor het eerst geldig gepubliceerd in 1981 door Szeptycki.